# Інфімум та супремум

Підмножина (сині) дійсних чисел, множина верхніх меж (червоні), і супремум (червоний ромб).

Інфімум та супремум — в теорії порядку це двоїсті поняття, що узагальнюють поняття мінімума та максимума для підмножини в частково впорядкованій множині.
Для підмножини {\displaystyle S} частково впорядкованої множини {\displaystyle (P,\leq )} :
І́нфімум (точна нижня межа, нижня грань) (лат. infimum — найнижчий)  — це найбільша нижня межа S.
Позначається {\displaystyle \inf S}.
Супремум (точна верхня межа, верхня грань) (лат. supremum — найвищий) — це найменша верхня межа S.
Позначається {\displaystyle \sup S}.

## Пов'язані визначення
Для підмножини {\displaystyle X} частково впорядкованої множини {\displaystyle (P,\leq )} :
Міноранта чи нижня межа {\displaystyle X} — елемент {\displaystyle a\in P}, такий що {\displaystyle \forall x\in X:\quad a\leqslant x}.
Мажоранта чи верхня межа {\displaystyle X} — елемент {\displaystyle b\in P}, такий що {\displaystyle \forall x\in X:\quad x\leqslant b}.

## Визначення
Верхньою гранню, точною верхньою межею чи супремумом (лат. supremum — найвищий) підмножини {\displaystyle X}, називається найменший елемент {\displaystyle P}, який є мажорантою {\displaystyle X}.
Більш формально:
{\displaystyle S_{X}=\{b\in P\mid \forall x\in X\!:x\leqslant b\}\!} — множина мажорант {\displaystyle X}, тобто елементів {\displaystyle P}, рівних чи більших за всі елементи {\displaystyle X}
{\displaystyle s=\sup(X)\iff s\in S_{X}\land \forall b\in S_{X}\!:s\leqslant b.}
Нижньою гранню, точною нижньою межею чи інфімумом (лат. infimum — найнижчий) підмножини {\displaystyle X}, називається найбільший елемент {\displaystyle P}, який є мінорантою {\displaystyle X}.

### Властивості
- Для підмножини може не існувати міноранти чи мажоранти.
- Для підмножини при наявності мінорант/мажорант може не існувати інфімума/супремума.
- Для підмножини в якої існують інфімум чи супремум, вони є єдиними, але можуть не належати множині.

- Для підмножини в якої існують найменший чи найбільший елементи, то вони є інфімумом та супремумом, відповідно.
- І навпаки, для підмножини {\displaystyle X}:
  - якщо {\displaystyle i=\inf(X)\in X}, то {\displaystyle i} є найменшим елементом та мінімумом {\displaystyle X}, позначається {\displaystyle i=\min _{x\in X}x}.
  - якщо {\displaystyle s=\sup(X)\in X}, то {\displaystyle s} є найбільшим елементом та максимумом {\displaystyle X}, позначається {\displaystyle s=\max _{x\in X}x}.

## Арифметичні операції
...

## Інфімум та супремум для дійсних чисел
- Аксіома Дедекінда